# Anna Izabela Brzezińska
Anna Izabela Brzezińska (ur. 19 lipca 1949 w Ostrowie Wielkopolskim) – polska psycholog.

## Życiorys
Jest absolwentką (1972) psychologii klinicznej na Uniwersytecie im. Adama Mickiewicza w Poznaniu (praca magisterska: Stabilność obrazu własnej osoby a odporność na stres). Doktoryzowała się na Uniwersytecie Warszawskim w 1976 (praca: Model elementarza w świetle badań porównawczych, promotor – prof. Czesław Kupisiewicz), a habilitowała ponownie na UAM w 1986 (praca: Gotowość dzieci w wieku przedszkolnym do czytania i pisania – nagroda ministerialna). Profesorem jest od 2001 (profesor zwyczajny na UAM i SWPS).
Jest członkiem Komitetu Psychologii PAN, kierownikiem Zakładu Psychologii Socjalizacji i Wspomagania Rozwoju w Instytucie Psychologii UAM oraz Katedry Psychologii Rozwoju i Edukacji w SWPS w Warszawie. Odznaczona Medalem Komisji Edukacji Narodowej.

## Zainteresowania
Główne obszary zainteresowań badawczych to: psychologia rozwoju w okresie dzieciństwa, dorastania, dorosłości i starości, psychologia edukacji – opieka nad małym dzieckiem i wczesna edukacja, edukacja przedszkolna i wczesnoszkolna, geragogika, problemy zdrowia publicznego, m.in. odroczona dorosłość, starzenie się, niepełnosprawność, wykluczenie społeczne, instytucje edukacyjne, jakość społecznego środowiska uczenia się w kontekście kształtowania tożsamości osoby, rola nauczyciela w procesie wspomagania rozwoju ucznia.